# Opuntia engelmannii var. laevis
Opuntia engelmannii var. laevis ist eine Varietät der Pflanzenart Opuntia engelmannii in der Gattung der Opuntien (Opuntia) aus der Familie der Kakteengewächse (Cactaceae). Das Epitheton laevis stammt aus dem Lateinischen, bedeutet ‚glatt, eben‘ und steht für eine zeitweise abwesende oder vergleichsweise kurze Bedornung. Englische Trivialnamen sind „Smooth Prickly Pear“ und „Spineless Prickly Pear“.

## Beschreibung
Opuntia engelmannii var. laevis wächst meist dicht und niedrig strauchig mit wenigen Zweigen und erreicht Wuchshöhen von 1 bis 2 Meter. Die hellgrünen, verkehrt eiförmigen bis länglichen Triebabschnitte sind 15 bis 30 Zentimeter lang. Die kleinen Areolen stehen weit voneinander entfernt. Die Glochiden sind gelb. Die ein bis drei gräulich weißen Dornen, die manchmal auch fehlen, sind an den oberen Areolen meist vorhanden. Sie sind bis zu 1 Zentimeter lang.
Die zitronengelben Blüten erreichen Durchmesser von 6 bis 7 Zentimeter. Die verkehrt eiförmigen Früchte sind 5 bis 7 Zentimeter lang.

## Verbreitung und Systematik
Opuntia engelmannii var. laevis ist in den Vereinigten Staaten im Bundesstaat Arizona verbreitet.
Die Erstbeschreibung als Opuntia laevis erfolgte 1896 durch John Merle Coulter. Richard Stephen Felger, James Verrier und  Susan Davis Carnahan stellten die Art als Varietät zur Art Opuntia engelmannii. Ein nomenklatorisches Synonym ist Opuntia phaeacantha var. laevis (J.M.Coult.) L.D.Benson (1969).

## Nachweise